# Перша битва при Мемфісі
35°07′45″ пн. ш. 90°09′21″ зх. д. / 35.1291° пн. ш. 90.1558° зх. д.

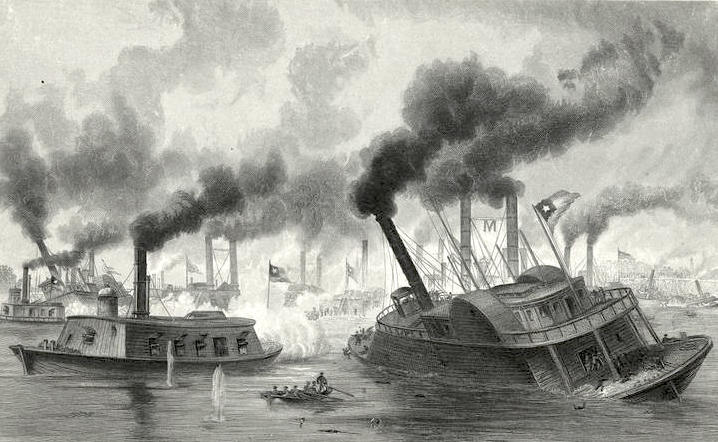
Зображення Першої битви при Мемфісі на картині А. Варда «Битва таранів».

Перша битва при Мемфісі була річковою битвою, що відбулася на річці Міссісіпі безпосередньо поблизу міста Мемфіс, штат Теннессі, 6 червня 1862 року, під час Громадянської війни у США. 
Під час битви широко застосовувались таранні удари, річкова флотилія Конфедерації складалася виключно з неброньованих парових таранів. Свідками зіткнення була значна кількість мешканців Мемфісу. Результатом стала нищівна поразка конфедеративних сил і фактичне знищення їх річкової флотилії. 
Битва цікава тим, що в ній у останній раз цивільним особам без попереднього військового досвіду було дозволено командувати кораблями в бою.

## Передісторія
Конфедерати, що оборонялися, за чисельністю майже не поступалися федеральним військам: вісім повстанських кораблів протистояли дев'яти канонерським човнам і таранам Союзу, але бойові якості перших були значно нижчими. Кожен з них був озброєний лише однією або двома гарматами легкого калібру, які були неефективні проти броні канонерських човнів. Основною зброєю кожного з них був посилений ніс, який призначався для тарану супротивника.
Тарани Конфедерації вирізнялися унікальною особливістю захисту від ворожих пострілів. Їхні двигуни та інші внутрішні приміщення були захищені подвійною перегородкою з важких дерев'яних брусів, покритих із зовнішньої сторони шаром залізничного заліза. Проміжок між перебірками, простір у 22 дюйми (56 см), був заповнений ватою. Хоча вата була найменш важливою частиною броні, вона привернула увагу громадськості, і човни стали називати "ватниками". Пізніше під час війни екіпажі кораблів часто захищалися від вогню зі стрілецької зброї тюками бавовни, розміщеними на відкритих місцях, і ці судна також називали "ватниками". Однак вони відрізнялися від першоджерел цієї категорії.
Федеральні сили складалися з п'яти канонерських човнів, чотири з яких були відомі напівофіційно як "канонерські човни Ідса", на честь їхнього будівничого Джеймса Б'юкенена Ідса, але частіше як "черепахи Пука", на честь їхнього конструктора Семюела М. Пука і їхнього дивного зовнішнього вигляду. П'ятий канонерський човен, флагманський "Бентон", також був продуктом верфі Ідса, але був переобладнаний з цивільного судна. Кожне з цих суден несло від 13 до 16 гармат. Інші чотири судна були морськими таранами з американського таранного флоту. Вони не мали жодного озброєння, окрім стрілецької зброї, яку носили офіцери. Всі тарани були переобладнані з цивільних річкових суден і не мали спільного дизайну.

## Річковий флот оборониКонфедерації збавнононосців

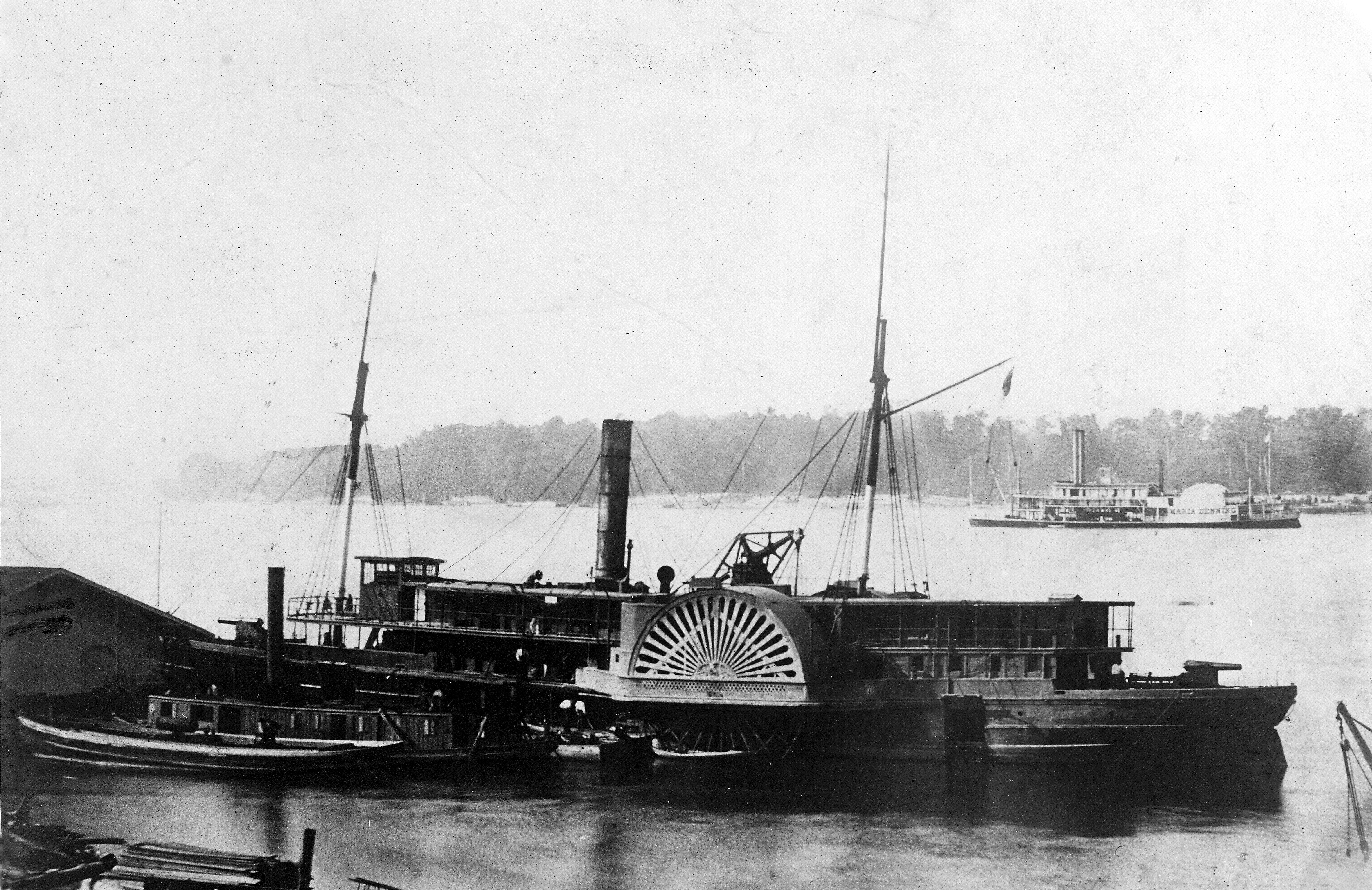
"Генерал Брегг", ймовірно, сфотографований в Каїрі чи Маунд-Сіті, штат Іллінойс, близько 1862–63 років.
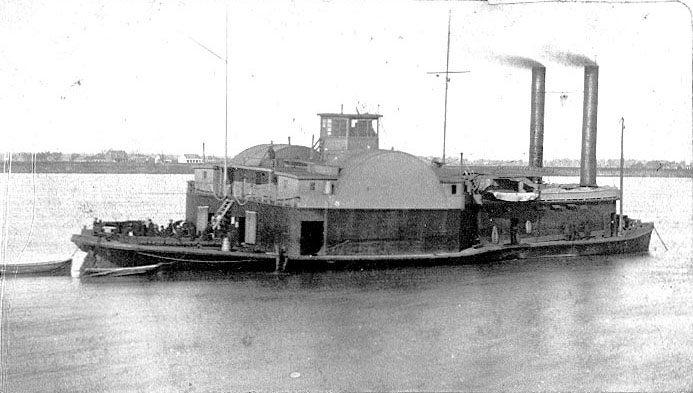
Стерлінг Прайс у Батон-Руж, 18 січня 1864 року

## Хід битви
Битва почалася вогнем артилерії на великих дистанціях, поки канонерські човни федеральних сил формували лінію битви, а бавовноносці конфедерації наближалися до них.  

Під час битви паровий таран «Монарх» протаранив бавовносці CSS Colonel Lovell та CSS General Beauregard.
| Танк | Це незавершена стаття з військової справи. Ви можете допомогти проєкту, виправивши або дописавши її. |